# Ethel Lilian Voynich
Ethel Lilian Voynich (Ballintemple, 1864. május 11. – New York, 1960. július 27.) ír származású író, műfordító, zeneszerző, aktivista, támogatója a radikális forradalmi törekvéseknek. Fontos szereplője volt nem csak a késő viktoriánus angol irodalomnak, hanem az oroszországi emigráns köröknek is. Legismertebb műve a Bögöly, mely nagy ismertségre tett szert születése idején, és később a késő cári, valamint a Szovjet-Oroszországban és befolyási övezetében.

## Élete

### Családja
Apja a híres matematikus és filozófus, George Boole, anyja pedig az autodidakta matematikus, író, tanár, valamint a feminizmus harcosa, Mary Everest Boole. Anyja a matematikaoktatást progresszívabban képzelte el, szerinte a gyermekeknek lazábban kellene oktatni a matematikát, olyan játékos tevékenységgel megtámogatva, mint a fonalgrafika. 
A házaspárnak öt lánya született, Ethel Lilian volt a legkisebb. Testvérei és ő maga mind kapcsolódtak a tudományos élethez valamilyen formában. 
Legidősebb nővére, Mary Lucy Margret (1856–1908), Charles Howard Hinton matematikushoz ment feleségül. 
Margaret (1858 – ?) nővére hozzáment Edward Ingram Taylorhoz, közös gyermekük, Sir Geoffrey Ingram Taylor szintén matematikus lett, valamint az Orosz Tudományos Akadémia tagja.
Aliciából (1860–1940) apjához hasonlóan matematikus lett, míg Lucy Everestből (1862–1905) az első ismert angliai vegyésznő.

### Gyerekkora
Az erős szellemi hátterű család szegénységben élt, ezért a gyermek Ethel Liliant a Lancashire megyei nagybátyjához, Charles Boole-hoz küldték. A nála elszenvedett bántalmazások voltak alapjai az 1901-es regényének, mely a Jack Raymond címet viseli.

## Művei
- Stories from Garshin (1893)
- Bögöly – (más fordításban: Vihar Itália Felett) (1897)
- Jack Raymond (1901)
- Olive Latham (1904)
- An Interrupted Friendship – (meaning "The Gadfly in exile") – (fordítás: Egy megszakadt barátság – Bögöly emigrációban) (1910)
- Put Off Thy Shoes – (fordítás: Vesd le cipőid) (1945)

## Magyarul
- Bögöly. Regény; ford. Gergely Viola, bev. J. Jegorova; Ifjúsági, Bp., 1951
- Bögöly. Regény; ford. Kilényi Mária; Ifjúsági, Bp., 1954
- Vihar Itália felett. Bögöly. Regény; ford. Kilényi Mária; Ifjúsági, Bp., 1956

## Fordítás
- Ez a szócikk részben vagy egészben  az   Ethel Lilian Voynich című angol Wikipédia-szócikk ezen változatának fordításán alapul.  Az eredeti cikk szerkesztőit annak laptörténete sorolja fel. Ez a jelzés csupán a megfogalmazás eredetét és a szerzői jogokat jelzi, nem szolgál a cikkben szereplő információk forrásmegjelöléseként.
- Ez a szócikk részben vagy egészben  a   George Boole című angol Wikipédia-szócikk ezen változatának fordításán alapul.  Az eredeti cikk szerkesztőit annak laptörténete sorolja fel. Ez a jelzés csupán a megfogalmazás eredetét és a szerzői jogokat jelzi, nem szolgál a cikkben szereplő információk forrásmegjelöléseként.
- Ez a szócikk részben vagy egészben  a   Mary Everest Boole című angol Wikipédia-szócikk ezen változatának fordításán alapul.  Az eredeti cikk szerkesztőit annak laptörténete sorolja fel. Ez a jelzés csupán a megfogalmazás eredetét és a szerzői jogokat jelzi, nem szolgál a cikkben szereplő információk forrásmegjelöléseként.